# Daigo Furukawa
Daigo Furukawa (古川 大悟 Furukawa Daigo?, Chiba, 15 de septiembre de 1999) es un futbolista japonés que juega como delantero en el Renofa Yamaguchi F. C. de la J2 League.

## Trayectoria

### Clubes
| Club                   | País  | Año       |
| ---------------------- | ----- | --------- |
| JEF United Chiba       | Japón | 2018-2020 |
| Veertien Mie (cedido)  | Japón | 2019-2020 |
| Iwaki F. C.            | Japón | 2021-2023 |
| F. C. Osaka (cedido)   | Japón | 2023      |
| F. C. Osaka            | Japón | 2024      |
| Renofa Yamaguchi F. C. | Japón | 2025-     |